# داریفکا
داریفکا (به لاتین: Daryevka) یک منطقهٔ مسکونی در روسیه است که در باشقیرستان واقع شده‌است.